# Fandango
Fandango je živahan španjolski ples podrijetlom iz Andaluzije, najčešće u trodobnoj, četvrtinskoj ili osminskoj mjeri. Pleše se skupno u parovima uz pjevanje praćeno gitarom i kastanjetama, katkada bubnjem (pandero), gajdama ili frulom. Stihovi su vrlo često lirski, u kiticama od 6 do 8 osmeraca, a poslije svake kitice slijedi instrumentalni ritornello. U pojedinim španjolskim pokrajinama i gradovima plešu se lokalne inačice fandanga: malagueña, marciana, granadina, rondeña i druge.
Karakteristike fandanga su u pojedinim svojim djelima stilizirano ili čak doslovno preuzeli i neki skladatelji iz razdoblja bečke klasike i kasnoga romantizma, primjerice Christoph Willibald Gluck u baletu Don Juan (1761.), Wolfgang Amadeus Mozart u operi Figarov pir (1786.), Nikolaj Rimski-Korsakov u suiti za orkestar Španjolski capriccio (1887.), Enrique Granados u suiti za glasovir Goyescas (1911.) i Manuel de Falla u baletu Trorogi šešir (1919).

## Vanjske poveznice
- LZMK / Proleksis enciklopedija: fandango
- www.spanish-art.org – Spanish Dance and Music: Fandango (engl.)
- Enciklopedija Britannica: Fandango (engl.)